# Jason Batty
Jason Batty   (Auckland, 23 de març de 1971) és un exfutbolista neozelandès de la dècada de 1990.
Fou internacional amb la selecció de futbol de Nova Zelanda.
Pel que fa a clubs, destacà a Norwich City F.C., Bohemian F.C., Football Kingz, Grimsby Town i Scunthorpe United.